# La Ville entière
La Ville entière est un tableau réalisé par le peintre allemand Max Ernst en 1935-1936. Cette huile sur toile partiellement exécutée par frottage est un paysage urbain que précède, au premier plan, de la végétation. Elle est aujourd'hui conservée à la fondation Beyeler, à Riehen, en Suisse.

## Postérité
Le tableau fait partie des « 105 œuvres décisives de la peinture occidentale » constituant le musée imaginaire de Michel Butor.